# Петров, Константин Матвеевич

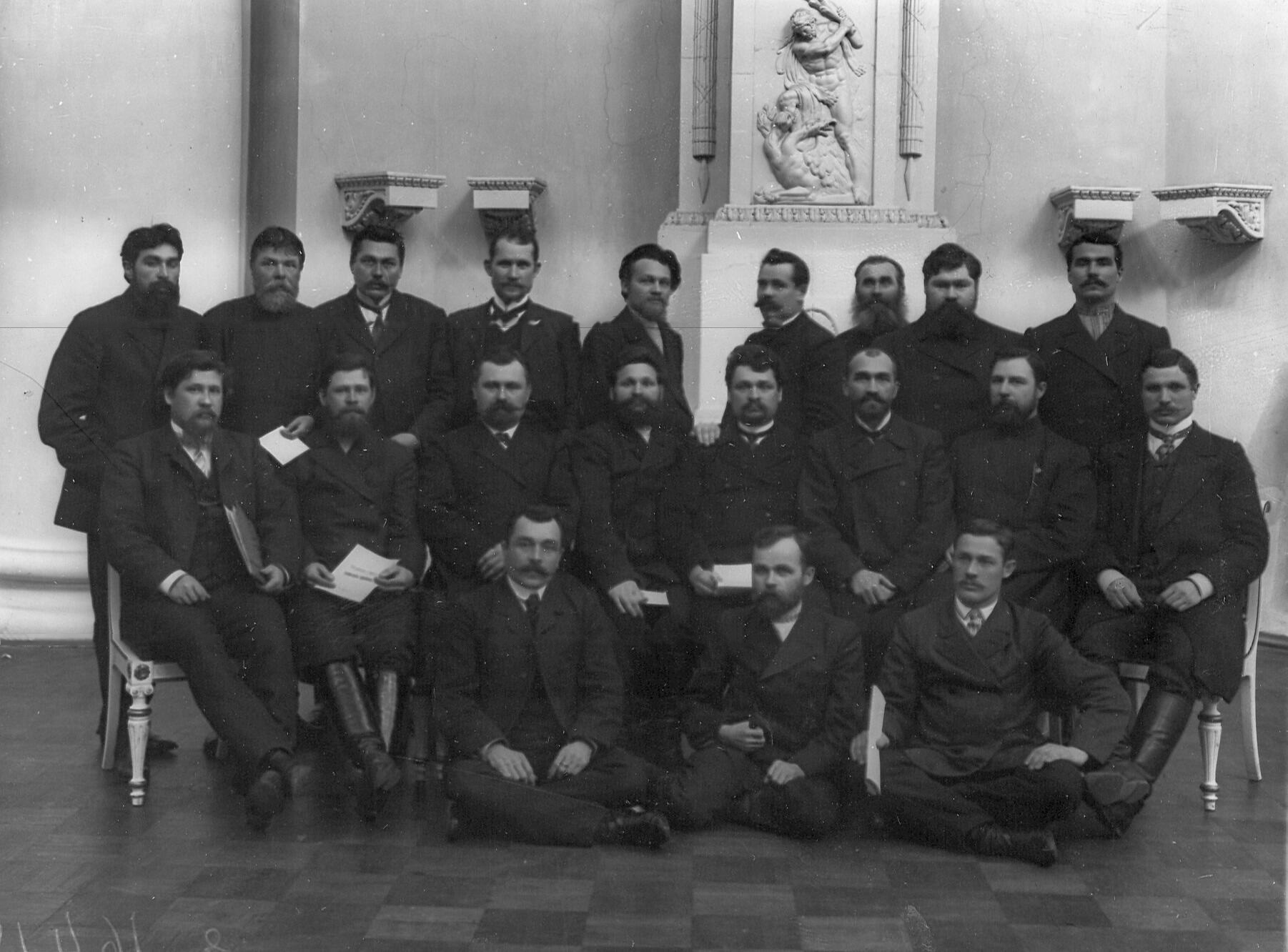
Группа депутатов Государственной думы Российской империи III созыва. К. М. Петров стоит 5-й слева.

Константин Матвеевич Петров у думских журналистов «Петров 3-й»; 1877, Шадринск, Пермская губерния — 20 ноября 1937, Свердловск) — наборщик, член Государственной думы от Пермской губернии.

## Биография
Родился в 1877 году. По происхождению из мещан города Шадринска Шадринского уезда Пермской губернии (ныне — город областного подчинения в Курганской области).
Окончил курс церковно-приходского училища. Был принят на работу в типографию, где прослужил 18 лет, сначала помощником, а затем мастером-наборщиком. Получал годовое жалованье в 500 рублей. Участвовал в организации союзов городских рабочих, а в 1906 году поставил перед Городской Думой Перми вопрос об улучшении экономического быта рабочих. На губернском избирательном собрании в октябре 1907 года был выборщиком в Государственную Думу 2-го созыва от съезда городских избирателей Шадринска.
14 октября 1907 года избран в Государственную думу III созыва от 2-го съезда городских избирателей. Вошёл в состав Трудовой группы, был избран её секретарём. Состоял в думских комиссиях по городским делам, по рабочему вопросу, бюджетной, продовольственной. От имени Трудовой группы выступил с формулой перехода по поводу декларации Совета министров и по поводу законопроекта «О вспомоществии пострадавшим от революции». Выступил с заявлениями о воздержании Трудовой группы от участия в выборах товарищей председателей 3-й Государственной Думы, о решении Трудовой группы голосовать против сметы Министерства юстиции по тюремной части. Многим запомнился всем как оппонент столыпинским реформам, защищавший право крестьянской общины на существование.
В октябре 1912 года участвовал в губернском избирательном собрании по выборам депутатов в Государственную думу IV созыва, но не набрал необходимого количества голосов.
В марте 1913 года работал управляющим типографии купца Алексея Ивановича Кочешева в Кургане.
Из Кургана во время Первой мировой войны мобилизован в армию, был прапорщиком 34-го Сибирского стрелкового запасного полка, дислоцированного в Кургане. В 1917 году был избран членом исполнительного комитета Курганского Совета рабочих и солдатских депутатов, назначен начальником курганской уездной милиции. Партийная организация социалистов-революционеров (эсеров) и крестьяне доверили ему пост председателя уездного Комитета Крестьянского Союза. В дальнейшем возглавил Курганский уездный продовольственный комитет.
Представлял Курганский уезд на Всероссийском съезде Совета крестьянских депутатов, прошедшем в мае 1917 года в Петрограде, был избран председателем Сибирской группы делегатов. Был на III Курганском уездном крестьянском съезде, прошедшем 25—26 июня 1917 года. 15 июля 1917 года был избран председателем Совета и исполкома Курганского Совета крестьянских депутатов. Впоследствии К. М. Петров выдвигался кандидатом в депутаты Всероссийского Учредительного собрания, но уступил место более опытному товарищу по партии эсеров И. А. Михайлову. 20 ноября 1917 года курганские большевики объявили о переходе власти в руки Советов.
В ночь со 2 на 3 июня 1918 года в результате вооруженного выступления чехословацкого корпуса Советская власть в Кургане была ликвидирована. 13—15 июня 1918 года проводился V-й Курганский уездный крестьянский съезд, секретарем которого избран К. М. Петров.
В ходе Гражданской войны вначале воевал в белых войсках Восточного фронта в чине поручика (прапорщика). Попал в плен к красным. До июля 1920 года находился в Кожуховском концлагере Москвы. Затем был передан в распоряжение Рабоче-крестьянской Красной Армии, воевал в частях Западного фронта (Советско-польская война).
Константин Матвеевич Петров был служащим Урало-Башкирской конторы треста «Цветметлом», город Свердловск Свердловской области.
Арестован 5 ноября 1937 года, приговорён к высшей мере наказания 16 ноября 1937 года. Расстрелян 20 ноября 1937 года. Данных о реабилитации нет.

## Семья
Был женат.

### Рекомендуемые источники
- Кошкаров Д. А. К. М. Петров — политик, депутат, революционер. // Емельяновские чтения : материалы Всерос. науч.-практ. конф. «IV Емельяновские чтения» (Курган, 24-25 апр. 2009 г.) / М-во образования и науки Рос. Федерации, Федер. агентство по образованию, Курган. гос. ун-т, Курган. обл. о-во краеведов. — Курган: Изд-во Курган. гос. ун-та, 2009/4. — С. 51-52. — ISBN 978-5-86328-980-9

### Архивы
- Российский государственный исторический архив. Фонд 1278. Опись 9. Дело 605.